# En Sof
En Sof, inom det judiska filosofiska systemet kabbalan beteckning på Guds rena väsen innan manifestering och skapandet av världen. Människan varken kan få kunskap om eller benämna detta tillstånd. Konceptet är troligen influerat av den nyplatonska filosofin.
I kabbalistisk tradition ligger En Sof bortom både sinneserfarenhet och mystiskt försjunkande. Dess verkan och existens kan endast upplevas genom sefirot, de tio attribut genom vilken gudomen visar sig själv och därigenom skapar världen.